# Audiogroove
Audiogroove ist ein Musikprojekt, das sich auf das Covern und Remixen von aktuellen Charthits spezialisiert hat.

## Hintergrund
Ab Mitte der 2000 erschienen regelmäßig Sampler mit neu eingespielten Versionen bekannter Lieder. Veröffentlicht wurden sie über das südafrikanische Label Big Bite / Electromode. Audiogroove erreichte 2012 die deutschen Charts mit einer Dance-Coverversion von I Follow Rivers der schwedischen Sängerin Lykke Li, die Platz 58 erreichte und sechs Wochen in den Charts blieb.